# تپه خلیفتان ۱
تپه خلیفتان ۱ مربوط به هزاره اول قبل از میلاد - سدهٔ ۸–۶ ه.ق است و در شهرستان ارومیه، بخش مرکزی، دهستان روضه چای، روستای خلیفتان واقع شده و این اثر در تاریخ ۲۷ بهمن ۱۳۸۷ با شمارهٔ ثبت ۲۴۶۴۵ به‌عنوان یکی از آثار ملی ایران به ثبت رسیده است.